# ナムコジェネレーションズ
ナムコジェネレーションズ（Namco Generations）は、バンダイナムコゲームス（後のバンダイナムコエンターテインメント）より展開されていた、PlayStation 3・Xbox 360を対象としたコンピュータゲームのリメイクシリーズ。

## 概要
ナムコのかつての名作を、現代の技術とセンスでリメイクすることをコンセプトに、吉沢秀雄が総合プロデューサーとなり立ち上げた。また、ナムコ黎明期の開発者とユーザーの距離の近さを取り戻したい、という吉沢の狙いもあった。
略称は「NGシリーズ」。なおロゴの「NG」部分は、かつてナムコより発行されていた広報誌『NG』の後期ロゴと同一である。
無料コミュニティニュース「NG NEWS」が不定期に配信され、シリーズのゲームでダウンロードし閲覧が可能となっていたほか、バックナンバーが公式サイトにも掲載された。

## 略歴
2010年11月16日、公式サイトが公開され、翌17日にシリーズ第1弾『パックマン チャンピオンシップ エディション DX』Xbox 360版が配信開始。24日にはそのPlayStation 3版が配信開始となった。なお、今後のシリーズ作品として、『ギャラガレギオンズ DX』と『エアロクロス』の開発が同時にアナウンスされた。
翌2011年6月9日、『エアロクロス』の製品ページがオープン。『メトロクロス』のリメイク作品で、イメージイラストやプロモーション動画などが公開された。さらに16日には、『ダンシングアイ』のリメイクも発表された。こちらもスクリーンショットや動画が公開されたほか、PlayStation Moveへの対応も告知された（なお『ダンシングアイ』のみ、Xbox 360での配信が当初より予定されていなかった）。
同月29日、Xbox 360版『ギャラガレギオンズ DX』配信開始。PS3版は同年8月3日から配信となった。
しかし、その後シリーズに動きは見られず、2012年4月26日、『ダンシングアイ』の開発中止を発表。さらに12月6日には『エアロクロス』の開発中止も発表された。

## シリーズ作品
- パックマン チャンピオンシップ エディション DX
- ギャラガレギオンズ DX

### 開発中止
- ダンシングアイ
- エアロクロス
  - なお『エアロクロス』の名前は、2020年12月18日にプロジェクトEGGで配信された『メトロクロス』の移植版タイトルに流用された[10]。